# Cylindrepomus laetus
Cylindrepomus laetus là một loài bọ cánh cứng trong họ Cerambycidae.